# 関谷昇
関谷 昇（せきや のぼる、1971年7月11日 - ）は、日本の政治学者。千葉大学法政経学部教授。栃木県今市市（現：日光市）出身で、現在は千葉県白井市在住。

## 概要
専門は、政治思想史・政治学。研究テーマは、思想研究として近代社会契約説、自治の思想、補完性原理、コミュニティ論、社会的実践として、市民自治、市民参加・協働のまちづくり。千葉テレビ『NEWSチバ930』に、コメンテーターとして出演中。。千葉県を中心として全国各地で市民自治関連の講演を行っている。。

## 略歴
- 1990年3月 - 千葉県立船橋東高等学校卒業
- 1995年3月 - 獨協大学法学部法律学科卒業
- 1995年4月 - 千葉大学大学院社会科学研究科法学専攻入学
- 1997年3月 - 同修了、修士（法学）
- 1997年4月 - 千葉大学大学院社会文化科学研究科日本研究専攻入学
- 2000年3月 - 同修了、博士（法学）
- 2000年5月 - 千葉大学法経学部助手
- 2003年1月 - 千葉大学法経学部助教授
- 2005年4月 - 千葉大学大学院社会文化科学研究科（博士課程）担当
- 2007年4月 - 千葉大学法政経学部准教授
- 2016年4月 - 千葉大学法政経学部 教授（現職）

## 著書・論文等

### 単著
- 『近代社会契約説の原理――ホッブス、ロック、ルソー像の統一的再構成』（東京大学出版会、2003年）

### 共著
- 「国家と社会」（岡崎晴輝・木村俊道編『はじめて学ぶ政治学』ミネルヴァ書房、24-37頁、2008年）
- 「社会契約説と憲法」（杉田敦編『岩波講座憲法３　ネーションと市民』岩波書店、29-58頁、2007年）
- 「戦後日本の主権論と一般意志の原理――憲法と政治をめぐる思想史的考察」（坂野潤治・新藤宗幸・小林正弥編『憲政の政治学』、東京大学出版会、45-79頁、2006年）
- 「丸山眞男における『作為』論の展開――再解釈と再定式化に向けて」（小林正弥編『丸山眞男論――主体的作為、ファシズム、市民社会』、東京大学出版会、75-117頁、2003年）